# 香港英超轉播權
香港英超轉播權，由於歷史原因，英國足球賽向來是香港人最喜愛的足球賽事，而英格蘭超級聯賽更加是最受香港球迷歡迎。因此，這聯賽的播映權都會成為香港各大電視台的競爭對象。

## 歷史
1993年前，無綫電視每月轉播一場，名為「聲寶球壇盛事」，由林尚義，鍾志光及蔡育瑜主持，並於球迷世界作每週精華（原裝英語精華由明珠台逢星期六晚六點播出）。而到1993年起，有線電視旗下ESPN頻道每星期直播一場週中賽事。 
1996年，有線寬頻旗下有線電視就以約100萬美元投得1996-1999年賽季播映權，每週次直播兩至四場賽事，由蔡文堅，馬啟仁等主持。同時，無綫電視停止播放賽事。
2001年-2004年，傳媒大亨梅鐸的財團以1.78億鎊投得2001至2004年的英超全球播映權，其中亞洲區播映權落在ESPN STAR SPORTS手上（於有線電視播放,每年版權費8000萬港元），每週次直播兩至四場賽事。同時，無綫電視獲授權播放賽事精華。而於2004年，有線寬頻旗下有線電視以不多於7.8億港元投得2004到2007年的3季英超播映權。由於有線重新投得英超播映權，故與ESPN終止合作。同時，無綫電視停止播放賽事精華。
2006年，電訊盈科旗下Now TV以天價兩億美元（約十五億五千萬港元）投得2007-2010年賽季播映權，每週次直播全部賽事（其中兩至三場高清直播）。 
2009年，有線寬頻旗下有線電視就以約十億港元投得2010-2013年賽季播映權，每週次直播全部賽事（全高清轉播/大部份高清直播賽事）。 
2010年，有線寬頻旗下有線電視開始自香港電視史上首次以3D技術直播十場精選賽事。
2012年，電訊盈科旗下Now TV公佈與英格蘭超級聯賽達成協議，以1.46億英磅（大約17億2千萬港元）投得2013/14年度球季起三個英超球季的香港獨家播放權，Now TV將以高清及標清制式直播全部三百八十場英超賽事，創香港電視先河，還推出全新超高清（Super HD）廣播，還可利用手機app「now 隨身錄影」遙控錄影賽事。
2015年9月，樂視中國已經與英格蘭超級聯賽達成協議，以30-47億港元投得2016/17年度球季起三個英超球季的香港獨家播放權，還推出全新極高清（4K）廣播，而Now TV則繼續有權直播全部三百八十場英超賽事。
2018年3月15日，樂視體育香港因公司結束營運，未能繼續直播英格蘭超級聯賽，樂視體育Now英超1-10台於2018年3月16日起由Now TV接手營運，並會自行製作剩餘賽期的節目於Now Sports播出，繼續直播餘下季度的英超賽事至賽季結束。
2018年7月，電訊盈科旗下Now TV已經與英格蘭超級聯賽達成協議，投得原屬樂視體育香港餘下的2018/19球季的英超香港獨家播放權，播放平台包括收費電視、OTT平台及免費電視。除Now TV會播放所有賽事外，旗下的OTT平台「Now隨身睇」及「Now E」亦會同步播放所有賽事。另外，電訊盈科旗下免費電視ViuTV亦會播放部份賽事。
2019年1月，電訊盈科旗下Now TV公佈與英格蘭超級聯賽達成協議，投得2019/20年度球季起三個英超球季的香港獨家播放權，Now TV將以高清及4K制式直播英超賽事。播放安排亦與2018/19球季時期無異。
2022年3月，電訊盈科旗下Now TV公佈繼續與英格蘭超級聯賽達成協議，投得2022/23年度球季起三個英超球季的香港獨家播放權。播放安排亦與2019/21球季時期無異。
2024年8月，電訊盈科旗下Now TV公佈繼續與英格蘭超級聯賽達成協議，連續15年投得2025/26年度球季起三個英超球季的香港獨家播放權。播放安排亦與2022/23球季時期無異。